# Alfa Bootydy
Alfa Bootydy (ABO) – coroczny rój meteorów aktywny od 14 kwietnia do 12 maja. Jego radiant znajduje się w gwiazdozbiorze Wolarza (w maksimum aktywności roju położony jest niedaleko na wschód od gwiazdy Arktur). Maksimum roju przypada na 28 kwietnia, jego aktywność jest określana jako niska, a obfitość roju wynosi 2 meteory/h. Prędkość w atmosferze meteorów Alfa Bootydów to 20 km/s.